# Borbîn, Mlîniv
Borbîn (în ucraineană Борбин) este un sat în comuna Uiizdți din raionul Mlîniv, regiunea Rivne, Ucraina.

## Demografie
Componența lingvistică a localității Borbîn
     Ucraineană (99,54%)
     Alte limbi (0,35%)
Conform recensământului din 2001, majoritatea populației localității Borbîn era vorbitoare de ucraineană (99,54%), existând în minoritate și vorbitori de alte limbi.